# David Muenkat
David Muenkat (* 2. Juli 2000 in Brampton) ist ein kanadischer Basketballspieler.

## Werdegang
Der aus Brampton in der kanadischen Provinz Ontario stammende Flügelspieler gehörte als Schüler der Mannschaft der Bildungseinrichtung The Rise Center an. Von 2018 bis 2020 spielte er für das Trinidad State College im US-Bundesstaat Colorado, 2020/21 dann für das St. Francis Brooklyn College im Bundesstaat New York. Muenkat kehrte in sein Heimatland zurück und lief von 2021 bis 2023 für die Hochschulmannschaft der St. Francis Xavier University in der Provinz Neuschottland auf. 2022/23 wurde er im kanadischen Hochschulverband U Sports als Verteidiger des Jahres ausgezeichnet.
Noch während seiner Zeit an der St. Francis Xavier University gehörte Muenkat 2022 auch den Scarborough Shooting Stars in der kanadischen Liga CEBL an. 2023 gewann er mit der Mannschaft den Meistertitel in dieser Spielklasse. Anschließend wechselte er zum deutschen Zweitligisten Skyliners Frankfurt, mit dem ihm 2024 der Aufstieg in die Basketball-Bundesliga gelang. Muenkat erhielt hernach eine Vertragsverlängerung bei den Frankfurtern. Bevor er nach Deutschland zurückkehrte, um mit Frankfurt in der Bundesliga anzutreten, gehörte Muenkat im Sommer 2024 in Kanada der Mannschaft Winnipeg Sea Bears an, mit denen er unter der Leitung von Trainer Mike Taylor in der CEBL spielte.
Zur Saison 2025/26 wechselte Muenkat innerhalb der Bundesliga zu den Würzburg Baskets.